# Fumana fontanesii
Fumana fontanesii là một loài thực vật có hoa trong họ Nham mân khôi. Loài này được Clauson ex Pomel mô tả khoa học đầu tiên năm 1860.